# Çarshovë
Çarshovë è una frazione del comune di Përmet in Albania (prefettura di Argirocastro).
Fino alla riforma amministrativa del 2015 era comune autonomo, dopo la riforma è stato accorpato, insieme agli ex-comuni di Frashër, Përmet, Petran e Qendër Piskovë a costituire la municipalità di Përmet.

## Località
Il comune era formato dall'insieme delle seguenti località:
- Carcove
- Vllaho-Psillotere
- Biovizhde
- Zhepe
- Dracove
- Iliar-Munushtir
- Strembec
- Pellumbar
- Kaniko